# Thomas Reutter
Thomas Reutter (* 19. Juli 1967 in Mannheim) ist ein deutscher Fernsehjournalist.

## Leben
Neben seinem Studium der Politikwissenschaft und Wissenschaftslehre in Mannheim arbeitete er als freier Autor für die ARD Sendungen Monitor, Tagesthemen und ARD-Morgenmagazin und schrieb für die Frankfurter Rundschau. Von 1995 bis 1998 produzierte er als Fernsehreporter im SDR-Studio Mannheim Berichte und Filme. Von 1998 bis 2013 war er Investigativ-Reporter in der Redaktion des ARD Politikmagazins Report Mainz. Seit 2013 ist er Doku-Redakteur des SWR Fernsehens.

## Auszeichnungen
- 2005 Marler Fernsehpreis für Menschenrechte für die Berichterstattung über den Kinder- und Jugendtrakt im US-Gefängnis Abu Ghraib im Irak
- 2007 Hauptpreis des internationalen Umweltfilmfestivals Ekotopfilm für die Reportage „Öl-Alarm in Westsibirien“[2]
- 2008 Mainzer Journalistenpreis für den Bericht „Mörderische Subventionen“
- 2010 Journalistenpreis der EU-Kommission für die Sozialreportage „Herr Dinse wird obdachlos“[3]
- 2011 Marler Fernsehpreis für Menschenrechte für den Film "Vertreibung für Bioprodukte"[4]
- 2013 Ekotopfilmpreis für den Dokumentarfilm "Versenkt und vergessen – Atommüll vor Europas Küsten"
- 2013 Stork Nest Award, International Green Wave Festival, Bulgarien für den Dokumentarfilm "Versenkt und vergessen – Atommüll vor Europas Küsten"
- 2015 Marler Fernsehpreis für Menschenrechte für die Doku "Waffen für die Welt – Export außer Kontrolle" (Redaktion)[5]
- 2015 Katholischer Medienpreis für die Doku "Tod vor Lampedusa – Europas Sündenfall" (Redaktion)[6]
- 2016 Grimme-Preis in der Kategorie "besondere journalistische Leistung" für den ARD-Themenabend "Tödliche Exporte – Wie das G36 nach Mexiko kam" (Redaktion)
- 2016 Auszeichnung der Deutschen Akademie für Fernsehen für den ARD/ARTE Dokumentarfilm "Schattenwelt BND – Wie viel Geheimdienst braucht Deutschland" (Redaktion)
- 2018 Bremer Fernsehpreis in der Kategorie "gelungenste Zuschauer-Aktion" für den SWR-Themenschwerpunkt #Abgasalarm (Redaktion)
- 2018 Medienpreis "Kinderrechte in der Einen Welt" der Kindernothilfe für die ARD-Doku "Verschwunden in Deutschland – auf der Suche nach vermissten Flüchtlingsjungen" (Redaktion)
- 2019 Deauville Green Award in Gold für "Die Ausbeutung der Urwälder – kann ein Ökosiegel die Forstindustrie bremsen?"[7]
- 2020 Bremer Fernsehpreis für die SWR-Mitmachaktion #zuLAUT![8]
- 2021 Bayerischer Fernsehpreis für die SWR Doku "Spur des Terrors" (Redaktion)[9]

## Dokumentationen (Auswahl)
- Die Ausbeutung der Urwälder – kann ein Ökosiegel die Forstindustrie bremsen?, Arte, 16. Oktober 2018[10]
- Terror von Rechts – Die neue Bedrohung, ARD, 7. März 2016[11]
- Atomfriedhof Arktis, Arte, 23. Mai 2013[12]
- Versenkt und Vergessen – Atommüll vor Europas Küsten, Arte, 23. Mai 2013[13]
- Alt, arm, arbeitslos, ARD, 24. August 2011[14]
- Abgestempelt? Leben mit Hartz IV, ARD, 23. Januar 2010
- Die Krankenfabrik, Patienten in Not – Schwestern am Limit, ARD, 5. Mai 2007
- Der Pflegenotstand, ARD, 9. Februar 2006
- Cool bleiben! Junge Schläger trainieren Gewaltlosigkeit, ARD, 20. August 1998